# Struthanthus jatibocensis
Struthanthus jatibocensis är en tvåhjärtbladig växtart som beskrevs av Carlos Toledo Rizzini. Struthanthus jatibocensis ingår i släktet Struthanthus och familjen Loranthaceae. Inga underarter finns listade i Catalogue of Life.